# North Bend (Oregon)
North Bend – miasto w Stanach Zjednoczonych, w stanie Oregon, w hrabstwie Coos.